# Sufyan Tayeh
Pour les articles homonymes, voir Tayeh.
 (décembre 2023).
La mise en forme du texte ne suit pas les recommandations de Wikipédia : il faut le « wikifier ».
Les points d'amélioration suivants sont les cas les plus fréquents. Le détail des points à revoir est peut-être précisé sur la page de discussion.
- Les titres sont pré-formatés par le logiciel. Ils ne sont ni en capitales, ni en gras.
- Le texte ne doit pas être écrit en capitales (les noms de famille non plus), ni en gras, ni en italique, ni en « petit »…
- Le gras n'est utilisé que pour surligner le titre de l'article dans l'introduction, une seule fois.
- L'italique est rarement utilisé : mots en langue étrangère, titres d'œuvres, noms de bateaux, etc.
- Les citations ne sont pas en italique mais en corps de texte normal. Elles sont entourées par des guillemets français : « et ».
- Les listes à puces sont à éviter, des paragraphes rédigés étant largement préférés. Les tableaux sont à réserver à la présentation de données structurées (résultats, etc.).
- Les appels de note de bas de page (petits chiffres en exposant, introduits par l'outil «  Source ») sont à placer entre la fin de phrase et le point final[comme ça].
- Les liens internes (vers d'autres articles de Wikipédia) sont à choisir avec parcimonie. Créez des liens vers des articles approfondissant le sujet. Les termes génériques sans rapport avec le sujet sont à éviter, ainsi que les répétitions de liens vers un même terme.
- Les liens externes sont à placer uniquement dans une section « Liens externes », à la fin de l'article. Ces liens sont à choisir avec parcimonie suivant les règles définies. Si un lien sert de source à l'article, son insertion dans le texte est à faire par les notes de bas de page.
- La présentation des références doit suivre les conventions bibliographiques. Il est recommandé d'utiliser les modèles {{Ouvrage}}, {{Chapitre}}, {{Article}}, {{Lien web}} et/ou {{Bibliographie}}. Le mode d'édition visuel peut mettre en forme automatiquement les références.
- Insérer une infobox (cadre d'informations à droite) n'est pas obligatoire pour parachever la mise en page.

Pour une aide détaillée, merci de consulter Aide:Wikification.
Si vous pensez que ces points ont été résolus, vous pouvez retirer ce bandeau et améliorer la mise en forme d'un autre article.
Sufyan Tayeh (en arabe : سفيان تايه), également translittéré Sofyan Taya ou Sufian Taya, né dans le camp de Jabaliya (bande de Gaza) le 20 août 1971, et mort le 2 décembre 2023, tué par un bombardement israélien, est un scientifique palestinien et le président de l'université islamique de Gaza en 2023. Il était considéré comme un chercheur de premier plan en physique et en mathématiques appliquées.

## Jeunesse et formation
Sufyan Tayeh naît le 20 août 1971, dans une famille de réfugiés palestiniens du camp de Jabaliya, dans la bande de Gaza sous occupation israélienne. Il suit des études secondaires dans une école de l'UNRWA.. Il devient ensuite étudiant à l’Université islamique de Gaza où il obtient une licence en physique en 1994 et un doctorat en 2007. 
Il a été chercheur invité à l'Université de Waterloo de 2021 à 2022 en électromagnétisme et optique.
Le journal Le Monde le présente au vu de son parcours comme un exemple de la «méritocratie palestinienne».

## Carrière universitaire
Il est professeur à l’Université islamique dont il devient le président en 2023.  Il est avec  Bassam Tayeh (de la même université, spécialisé en génie civil) l'un des 2% des scientifiques les plus cités dans le monde en 2021 et 2022 et l'un des plus cités de Palestine. Enseignant la physique théorique, Il est prolifique en physique et en optique.
Il a obtenu la chaire UNESCO pour les sciences physiques, astrophysiques et spatiales en Palestine,,.

## Mort dans un bombardement
Le 2 décembre 2023, Sufyan Tayeh est tué avec sa famille dans un bombardement israélien à l'ouest du camp de réfugiés de Jabalia,,. 
Sa mort déclenche une campagne au Canada pour obtenir que le gouvernement canadien exige un cessez-le-feu dans la guerre à Gaza. L'organisation de défense des droits de la personne « Justice for All Canada  » organise à cette fin une pétition au sein des universités du pays et parle  d'« attaques intentionnelles contre les institutions universitaires » à Gaza.
Le politologue italien Alberto Toscano inclut Sufyan Tayeh parmi les victimes de ce qu'il appelle un scolasticide palestinien, ; certains médias notent que les établissements d'enseignement  de Gaza ont été souvent bombardés,.

## Distinctions
- Prix de la Banque islamique palestinienne pour la recherche scientifique, récompensant une étude sur les oscillations de plasma en 2019[2]
- Abdul Hameed Shoman Award pour les jeunes scientifiques arabes[6],[7]